# Бачурин, Фёдор Игнатьевич
Фёдор Игна́тьевич Бачу́рин (8 августа 1922 — 11 января 1945, Венгрия) — советский офицер, танкист, участник Великой Отечественной войны, командир танка 3-го танкового батальона 9-й гвардейской танковой бригады 1-го гвардейского механизированного корпуса 4-й гвардейской армии 3-го Украинского фронта, Герой Советского Союза (29.06.1945), гвардии лейтенант.

## Биография
Родился 8 августа 1922 года в селе Гатище (ныне — Воловского района Липецкой области) в семье крестьянина. Русский. Окончил среднюю школу. Работал на заводе в городе Макеевке Донецкой области.
В Красной армии с 1941 года. В 1943 году окончил Камышинское танковое училище. После окончания училища Бачурин получил офицерское звание и был назначен командиром танка Т-34 в 9-ю гвардейскую танковую бригаду 1-го гвардейского механизированного корпуса.
В начале 1944 года Бачурин участвовал в наступлении войск корпуса в районе города Звенигородка Черкасской области, в результате которого образовался Корсунь-Шевченковский «котёл». Потом были бои по его уничтожению. После освобождения правобережной Украины участвовал в боях в Румынии и Венгрии.
В начале января 1945 года немецкое командование предприняло в Венгрии мощный контрудар. Противник бросил против советских войск около 500 танков и штурмовых орудий. Им удалось продвинуться вдоль правого берега Дуная на 30 километров. Но исключительная стойкость советских бойцов и быстрая переброска нашим командованием танков и артиллерии к участку прорыва позволили остановить противника. В этих боях отличился танкист Бачурин.
9 января 1945 года лейтенант Бачурин в составе 3-го батальона участвовал в наступлении на населённый пункт Альшо. Войска вермахта встретили наши танки сильным артиллерийским и миномётным огнём. Танк Бачурина первым ворвался в населённый пункт и уничтожил два орудия. Продолжая бой, он на улицах села обезвредил три миномёта, разбил огнём четыре автомашины с боеприпасами. В танке Бачурина была повреждена пушка, но он вывел свою повреждённую машину на сборный пункт.
11 января 1945 года разгорелся ожесточённый бой у селения Замой севернее венгерского города Секешфехервар. Противник, чтобы остановить наше наступление, предпринял яростную контратаку. Против нашего танкового батальона, закрепившегося у селения Замой, немцы бросили, после артподготовки, несколько десятков танков и самоходных орудий.
В этой сложной обстановке командир танка гвардии лейтенант Бачурин принял решение подпустить танки на 500—600 метров. Когда они приблизились, Бачурин вывел свой танк из укрытия и, маневрируя, стал расстреливать немецкие бронированные машины в упор. Более двух десятков танков и самоходок противника окружили советскую машину. Бачурину удалось поджечь тяжёлый немецкий танк «тигр». Гитлеровцы обрушили на машину лейтенанта огонь нескольких танков. Но наши танкисты продолжали поединок и подожгли «королевский тигр», а затем и «пантеру». Одновременно пулемётным огнём из танка экипаж уничтожал автоматчиков. Однако подавляющее численное превосходство было на стороне противника. Семи вражеским танкам удалось зайти в тыл Т-34 и ударить по ней в упор. В этой схватке погиб весь экипаж Бачурина. Но подвиг гвардейцев облегчил выполнение задачи всему батальону.
Указом Президиума Верховного Совета СССР от 29 июня 1945 года за образцовое выполнение боевых заданий командования на фронте борьбы с немецко-фашистскими захватчиками и проявленные при этом отвагу и геройство гвардии лейтенанту Бачурину Фёдору Игнатьевичу посмертно присвоено звание Героя Советского Союза.

## Награды
- Медаль «Золотая Звезда» Героя Советского Союза
- Орден Ленина

## Память
- Похоронен в городе Замой (Венгрия).
- Имя Бачурина носит улица в городе Макеевке Донецкой области, где он работал на заводе.
- В городе Макеевке установлен бюст Героя.
- Приказом Министра обороны СССР Ф. И. Бачурин навечно зачислен в списки личного состава танковой роты.
- Памятник Герою Советского Союза Бачурину Ф. И. установлен в селе Гатище Липецкой области